# Idrissa Gueye (futbolista nacido en 2003)
Idrissa Gueye (M'Bour, Senegal, 16 de septiembre de 2003) es un futbolista senegalés que juega en la demarcación de delantero para el Génération Foot de la Liga senegalesa de fútbol.

## Selección nacional
Hizo su debut con la selección de fútbol de Senegal el 9 de septiembre de 2023 en un partido de clasificación para la Copa Africana de Naciones de 2023 contra Ruanda que finalizó con un resultado de empate a uno tras el gol de Olivier Niyonzima para Ruanda, y de Mamadou Lamine Camara para Senegal.

## Clubes
| Club            | País    | Año   | Partidos | Goles |
| --------------- | ------- | ----- | -------- | ----- |
| Génération Foot | Senegal | 2021- | 11       | 2     |